# Sarah Logan
Sarah Bridges, meglio conosciuta con il ring name Sarah Logan (Jeffersonville, 10 settembre 1993), è una wrestler statunitense sotto contratto con la WWE con il ring name Valhalla.

## Carriera nel wrestling

### WWE (2015–2020)

#### NXT(2014–2017)
Sarah ha fatto la sua prima apparizione ad NXT nella puntata del 29 aprile, nelle vesti di jobber venendo sconfitta da Becky Lynch. Ritorna nell'episodio del 16 settembre di NXT ancora come jobber, perdendo questa volta da Bayley. Fa la sua terza apparizione ad NXT della puntata del 23 marzo, subendo un'altra sconfitta da Alexa Bliss.
Il 19 ottobre 2016 è stato annunciato che la Bridges ha firmato con la WWE, venendo mandata al WWE Performance Center. Il 17 novembre, al WrestleMania 33 Ticket Party, Sarah ha fatto il suo debutto sconfiggendo Macey Estrella. Nella puntata di NXT dell'11 gennaio 2017, Sarah ha fatto la sua prima apparizione come face venendo sconfitta, assieme a Macey Evans, da Billie Kay e Peyton Royce. Nella puntata di NXT del 7 giugno, la Bridges ha adottato il ringname Sarah Logan ed è stata sconfitta da Peyton Royce. Nella puntata di NXT del 23 agosto, Sarah è stata nuovamente sconfitta dalla Royce. Nella puntata di NXT del 25 ottobre, Sarah ha partecipato ad una Battle royal match per guadagnare un posto per un altro Fatal 4-Way a NXT TakeOver: WarGames con in palio il vacante NXT Women's Championship, ma è stata eliminata da Mercedes Martinez; questo si rivelerà essere il suo ultimo match ad NXT.
Il 28 agosto 2017, ha partecipato al Mae Young Classic dove però è stata eliminata al primo turno da Mia Yim. L'11 settembre, ritorna al Mae Young Classic, prendendo parte ad un Six-woman tag team match insieme a Marti Belle e Santana Garrett, ma sono state sconfitte da Jazzy Gabert, Kay Lee Ray e Tessa Blanchard.

#### The Riott Squad (2017–2018)
Sarah ha fatto il suo debutto nel roster principale come heel nella puntata di SmackDown del 21 novembre 2017 insieme a Liv Morgan e Ruby Riott; le tre hanno attaccato Becky Lynch e Naomi nel backstage e, in seguito, sono intervenute durante il match titolato tra la SmackDown Women's Champion Charlotte Flair e Natalya attaccando brutalmente entrambe. Nella puntata di SmackDown del 28 novembre Sarah, Liv Morgan e Ruby Riott hanno sconfitto Charlotte Flair, Naomi e Natalya (anche se quest'ultima aveva abbandonato le sue compagne durante l'incontro). Nella puntata di SmackDown del 19 dicembre, Sarah e Ruby Riott sono state sconfitte da Charlotte Flair e Naomi. Nella puntata di SmackDown del 2 gennaio 2018 Sarah, Liv Morgan e Ruby Riott hanno sconfitto Carmella, Natalya e Tamina. Nella puntata di SmackDown del 16 gennaio Sarah, Liv Morgan e Ruby Riott hanno sconfitto Becky Lynch, Charlotte Flair e Naomi. Il 28 gennaio, alla Royal Rumble, Sarah ha partecipato all' omonimo match femminile entrando col numero 3, ma è stata eliminata da Molly Holly. Nella puntata di SmackDown del 13 febbraio, Sarah è stata sconfitta dalla WWE SmackDown Women's Champion Charlotte Flair in un match non titolato. Nella puntata di SmackDown del 20 febbraio, la Riott Squad ha sconfitto Becky Lynch, Charlotte Flair e Naomi. Nella puntata di SmackDown del 20 marzo, Sarah e Liv Morgan sono state sconfitte da Becky Lynch e Naomi. L'8 aprile, nel Kick-off di WrestleMania 34, Sarah ha partecipato alla prima edizione della WrestleMania Women's Battle Royal, ma è stata eliminata da Bayley e Sasha Banks.
Con lo Shake-up del 16 aprile, l'intera Riott Squad è stata trasferita a Raw; quella stessa sera hanno interrotto il match fra Bayley e Sasha Banks. Nella puntata di Raw del 23 aprile la Riott Squad, Alexa Bliss e Mickie James hanno sconfitto Bayley, Ember Moon, Natalya, Nia Jax e Sasha Banks per squalifica a causa dell'intervento di Ronda Rousey. Nella puntata di Raw del 14 maggio, la Riott Squad è stata sconfitta da Ember Moon, Natalya e Sasha Banks. Nella puntata di Raw del 21 maggio, Sarah ha partecipato ad un Fatal 4-Way match di qualificazione al Money in the Bank Ladder match che includeva anche Dana Brooke, Natalya e Liv Morgan, ma il match è stato vinto da Natalya. Nella puntata di Raw del 28 maggio, Sarah ha partecipato ad un Gauntlet match per potersi inserire nel Money in the Bank Ladder match, ma è stata eliminata da Bayley. Nella puntata di Raw del 4 giugno, la Riott Squad ha sconfitto Bayley, Ember Moon e Sasha Banks per squalifica su decisione del General Manager Kurt Angle. Nella puntata di Raw del 18 giugno, Sarah e Liv Morgan hanno sconfitto Bayley e Sasha Banks. Nella puntata di Raw del 25 giugno, la Riott Squad ha sconfitto Bayley, Ember Moon e Sasha Banks. Nella puntata di Raw del 16 luglio, Sarah ha sconfitto Ember Moon.
Nella puntata di Raw del 30 luglio, Sarah e Liv sono state sconfitte da Bayley e Sasha Banks. Nella puntata di Raw del 6 agosto, Sarah e Liv hanno sconfitto Bayley e Sasha Banks, grazie all'intervento di Ruby Riott. Nella puntata di Raw del 20 agosto, la Riott Squad ha sconfitto Bayley, Ember Moon e Sasha Banks. Nella puntata di Raw del 3 settembre, Sarah e Liv sono state sconfitte dalle Bella Twins. Nella puntata di Raw del 24 settembre, la Riott Squad ha sconfitto Natalya e le Bella Twins. Il 6 ottobre, a Super Show-Down, la Riott Squad è stata sconfitta da Ronda Rousey e le Bella Twins. Nella puntata di Raw dell'8 ottobre, la Riott Squad è stata nuovamente sconfitta da Ronda e le Bella Twins. Il 28 ottobre, ad Evolution, la Riott Squad è stata sconfitta da Bayley, Natalya e Sasha Banks. Nella puntata di Raw del 29 ottobre la Riott Squad, Alicia Fox e Mickie James sono state sconfitte da Bayley, Natalya, Sasha Banks, e le due Hall of Famer Lita e Trish Stratus. Nella puntata di Raw del 5 novembre, la Riott Squad sfidano Bayley, Natalya e Sasha Banks, ma il match finisce in No-Contest. Nella puntata di Raw del 26 novembre, la Riott Squad attacca Natalya, intenta a salvare Ronda Rousey da Nia Jax e Tamina. Nella puntata di Raw del 3 dicembre, si intromettono in un Tag team match di Natalya, attaccandola nuovamente, questa volta su un tavolo. Il 20 dicembre, a Tribute to the Troops, Sarah e Liv Morgan hanno preso parte ad un Triple threat tag team match che includeva Ronda Rousey & Natalya e Nia Jax & Tamina, perdendo il match con la Rousey che sottomette Liv e Sarah contemporaneamente. Nella puntata di Raw del 24 dicembre, la Riott Squad ha copito alle spalle Bayley, Ember Moon e Sasha Banks, dopo il loro match vinto contro Alicia Fox, Dana Brooke e Mickie James. Nella puntata di Raw del 31 dicembre, la Riott Squad è stata sconfitta da Bayley, Ember Moon e Sasha Banks. Nella puntata di Raw del 14 gennaio, la Riott Squad è stata sconfitta da Bayley, Natalya e Nikki Cross.
Il 27 gennaio, alla Royal Rumble, Ruby entra con il numero 12; dopo 5 minuti viene eliminata da Natalya e Kairi Sane. Nella puntata di Raw del 28 gennaio, Sarah e Liv Morgan hanno sconfitto Natalya e Dana Brooke, match valevole per la qualificazione per i Women's Tag Team Championship. Nella puntata di Raw del 4 febbraio, Sarah è stata sconfitta da Ronda Rousey. Nella puntata di Raw dell'11 febbraio, Sarah e Liv Morgan sono state sconfitte da Nia Jax e Tamina in un Triple-Threat Tag match che includeva anche Bayley e Sasha Banks. Il 17 febbraio, a Elimination Chamber, Sarah e Liv Morgan sono state sconfitte da Bayley e Sasha Banks, IIconics, Mandy Rose e Sonya Deville, Carmella e Naomi e Nia Jax e Tamina nell'Elimination Chamber match, vinto da Bayley e Sasha, le quali diventano le prime detentrici dei Women's Tag Team Championship. Nella puntata di Raw del 25 febbraio, Sarah e Ruby Riott sono state sconfitte da Ronda Rousey e Natalya per squalifica, dopo che Becky Lynch interviene attaccando Natalya. Nella puntata di Raw del 25 marzo, Sarah affronta Ronda Rousey in un Beat the Clock Challenge match, venendo sconfitta. Nella puntata di Raw del 1º aprile, la Riott Squad è stata sconfitta da Becky Lynch, Charlotte Flair e Ronda Rousey. Il 7 aprile, nel Kick-off di WrestleMania 35, Sarah ha partecipato alla seconda edizione della WrestleMania Women's Battle Royal, ma è stata eliminata per ultima da Carmella.

#### Competizione singola (2019–2020)
In seguito allo Shake-up, Liv Morgan è stata trasferita nel roster di SmackDown, lasciando la Riott Squad composta dalla stessa Sarah Logan e Ruby Riott. Successivamente, Ruby Riott subisce un infortunio alle spalle che le richiederanno due interventi e diversi mesi di stop, sciogliendo così la stable, con la Logan in competizione singola. Nella puntata di Main Event del 7 giugno, Sarah ritorna sul ring in coppia con Tamina dove vengono sconfitte da Dana Brooke e Natalya. Nella puntata di Main Event del 14 giugno, Sarah è stata sconfitta da Natalya. Nella puntata di Main Event del 21 giugno, Sarah ha sconfitto Dana Brooke per decisione dell'arbitro, dopo che la Brooke colpisce prepotentemente la rampa del ring (legittimo) con la fronte, sanguinando e causando lo stop del match. Nella puntata di Main Event del 28 giugno, Sarah è stata sconfitta da Dana Brooke. Nella puntata di Main Event del 5 luglio, Sarah ha sconfitto Dana Brooke. Nella puntata di Raw dell'8 luglio, Sarah è stata sconfitta dalla SmackDown Women's Champion Bayley in un Beat-the-Clock match. Nella puntata di Main Event del 19 luglio, Sarah è stata sconfitta da Dana Brooke. Nella puntata di Main Event del 26 luglio, Sarah è stata sconfitta da Naomi.
Nella puntata di Main Event del 9 agosto, Sarah è stata sconfitta da Dana Brooke. Nella puntata di Main Event del 23 agosto, Sarah è stata sconfitta ancora una volta da Dana Brooke. Nella puntata di Main Event del 6 settembre, Sarah ha sconfitto Dana Brooke. Nella puntata di Main Event del 13 settembre, Sarah e la sua rivale Dana Brooke sono state sconfitte dalle IIconics. Nella puntata di Main Event del 18 ottobre, Sarah ha sconfitto Dana Brooke per sottomissione. Nella puntata di Main Event del 25 ottobre, Sarah è stata sconfitta da Natalya. Nella puntata di Raw del 18 novembre, Sarah è stata annunciata nel Team Raw per le Survivor Series durante il 5-on-5-on-5 Traditional Survivor Series Women's Elimination match contro i roster di SmackDown ed NXT. Nella puntata di NXT del 20 novembre, Sarah fa un'apparizione durante una rissa che vede coinvolte le superstars dei tre roster, terminata con Nikki Cross che fa piazza pulita sul ring. Il 24 novembre, alle Survivor Serier, il Team Raw (Charlotte Flair, Asuka, Kairi Sane, Natalya e Sarah Logan) è opposto al Team SmackDown (Sasha Banks, Carmella, Dana Brooke, Lacey Evans e Nikki Cross) e al Team NXT (Rhea Ripley, Candice LeRae, Io Shirai, Bianca Belair e Toni Storm) in un 5-on-5-on-5 Traditional Survivor Series Women's Elimination match, dove Sarah viene eliminata dalla Belair; alla fine, il Team NXT conquista la contesa. Nella puntata di Main Event del 29 novembre, Sarah è stata sconfitta da Natalya. Nella puntata di Main Event del 5 dicembre, Sarah è stata sconfitta nuovamente da Natalya. Nella puntata di Main Event del 2 gennaio 2020, Sarah è stata sconfitta da Chelsea Green. Nella puntata di Raw del 6 gennaio, Sarah attacca Charlotte Flair prima dell'inizio del loro match, scatenando una violenta rissa, terminata quando la Flair stende definitivamente la Logan con un big boot. Nella puntata di Raw del 13 gennaio, Sarah viene annunciata come una delle partecipanti del Women's Royal Rumble match e successivamente viene sconfitta da Charlotte Flair; a fine match, viene scaraventata dalla terza corda. Nella puntata di Main Event del 23 gennaio, Sarah ha sconfitto Deonna Purrazzo. Il 26 gennaio, alla Royal Rumble, Sarah Logan ha preso parte alla terza edizione del Women's Royal Rumble match entrando col numero 22, ma dopo 28 secondi è stata eliminata da Charlotte Flair. Nella puntata di Main Event del 30 gennaio, Sarah ha sconfitto nuovamente Deonna Purrazzo (appartenente al roster di NXT). Nella puntata di Raw del 10 febbraio, Sarah interrompe la NXT Women's Champion Rhea Ripley nel backstage, infastidita che si presenti a Raw pensando di comandare, ma la Ripley le risponde con una provocazione chiedendo lei chi fosse; successivamente, la Logan chiama a gran voce Rhea sul ring affrontandola in un match, che l'NXT Women's Champion vince in pochi secondi.
Nella puntata di Raw del 17 febbraio, viene annunciato che Sarah Logan prenderà parte insieme a Asuka, Liv Morgan, Natalya, Ruby Riott e Shayna Baszler nel Women's Elimination Chamber match a Elimination Chamber per determinare la contendente n°1 al Raw Women's Championship detenuto da Becky Lynch a WrestleMania 36. Nella puntata di Raw del 24 febbraio, Sarah si presenta sul ring per la firma del contratto del Women's Elimination Chamber match insieme alle altre partecipanti presentato da Jerry Lawler, dove Asuka gli strappa il microfono e chiede a gran voce dove sia Shayna Baszler, domanda alla quale Jerry non riesce a dare risposta e procede a turno alle firme per l'ufficializzazione dell'incontro, al termine del quale spunta proprio la Baszler entrando fra gli spalti, apponendo la firma e ha un faccia a faccia con Natalya, scatenando l'ira di Asuka che spinge la canadese e provoca Shayna, ma viene attaccata da Natalya iniziando una rissa che coinvolge tutte le atlete separate dagli arbitri, durante la quale Liv Morgan assalta Ruby Riott dove la Logan divide le due, mentre la Baszler rimane da sola sul ring, per poi essere raggiunta dalla Raw Women's Champion Becky Lynch e parte un alterco fisico interrotto dalla sicurezza.
Nella puntata di Raw del 2 marzo, Sarah è l'arbitro speciale del match fra Liv Morgan e Ruby Riott, sue ex amiche e membri della Riott Squad, costando il match a quest'ultima dopo un confronto e quindi effettuando un conteggio rapido, prima che la Riott viene messa fuori gioco da Liv con un calcio, per poi stendere a sua volta la Morgan con una ginocchiata. L'8 marzo, a Elimination Chamber, Sarah prende parte al Women's Elimination Chamber match per determinare la contendente n°1 al Raw Women's Championship detenuto da Becky Lynch a WrestleMania 36, ma è stata eliminata per prima da Shayna Baszler. Nella puntata di Raw del 9 marzo, Sarah si posiziona a bordo ring durante il match fra Liv Morgan e Natalya contro le Kabuki Warriors (Asuka e Kairi Sane), raggiungendo la già presente Ruby Riott, dandosi poi battaglia azzuffandosi, nel quale la Morgan interviene effettuando una crossbody dal paletto su Sarah e Ruby, lasciando Natalya in balia delle rivali. Nella puntata di Raw del 13 aprile, Sarah è stata sconfitta da Shayna Baszler, non riuscendo dunque a qualificarsi per il Women's Money in the Bank Ladder match che si terrà a Money in the Bank.
Il 15 aprile è stata licenziata. Il 22 giugno, annuncia di essersi ritirata dal wrestling lottato, per proseguire altri obiettivi, salvo poi dichiarare di essersi presa una lunga pausa.

### Ritorno in WWE (2022–presente)

#### Alleanza coi Viking Raiders (2022–2024)
Tornò a sorpresa nella puntata di SmackDown dell'11 novembre insieme ai Viking Raiders attaccando l'Hit Row. Successivamente, venne annunciato che aveva cambiato ring name in "Valhalla".
Il 29 aprile 2023, per effetto del Draft, Valhalla e i Viking Raiders passarono al roster di Raw. Combatté il suo primo match nella sua nuova gimmick nella puntata di Raw del 3 luglio dove lei e i Viking Raiders vennero sconfitti dall'Alpha Academy (Chad Gable, Otis e Maxxine Dupri).
Il 27 gennaio, a Royal Rumble, partecipò all'omonimo incontro entrando col numero 24 ma venne eliminata dopo cinque secondi da Nia Jax. Nella puntata di Raw del 19 febbraio partecipò ad una battle royal per qualificarsi per l'elimination chamber match ma venne eliminata.

## Vita privata
Dal 2018 Sarah Bridges è sposata con il collega Raymond Rowe, dal quale ha avuto un figlio.

## Personaggio

### Mosse finali
- Big boot
- Kentucky Knee (Reverse Handstand into a Knee Drop)

## Titoli e riconoscimenti
- American Pro-Wrestling Alliance
  - APWA World Ladies Championship (1)

- Juggalo Championship Wrestling
  - JCW Tag Team Championship (1) – con Mad Man Pondo

- Pro Wrestling Illustrated
  - 33ª tra le 50 migliori wrestler femminili nella PWI Female 50 (2018)

- Resistance Pro Wrestling
  - RPW Women's Championship (1)
  - Samuel J. Thompson Memorial Women's Tournament (2015)